# Wybory parlamentarne na Niue w 2005 roku
Wybory parlamentarne na Niue odbyły się 30 kwietnia 2005.
W wyborach do obsadzenia było 20 miejsc w Zgromadzeniu Niue (Niue Fono Ekepule) na 3-letnią kadencję. 6 z nich jest wybieranych z listy krajowej, reszta zaś w 14 okręgach, z których każdy obejmuje jedną wieś.
30 kwietnia 2005 wybrano 20 kandydatów niezależnych, większość z nich należała do nieoficjalnej Ludowej Partii Niue (Niue People’s Party), którego przywódcą był premier Young Vivian.
W nowym parlamencie zasiadł ponownie premier Young Vivian. W głosowaniu przepadł natomiast dotychczasowy minister finansów Toke Talagi, krytykowany za nieudolne rozdzielanie pomocy humanitarnej po cyklonie Heta.